# Squeeze (gestor de archivos)
Squeeze es un moderno y avanzado gestor de archivos para el entorno de escritorio Xfce.
Su diseño se adhiere a la filosofía de Xfce, que básicamente significa que Squeeze está diseñado para ser rápido y fácil de usar.
Squeeze comparte su interfaz y componentes con XArchiver por lo que son muy similares.

## Integración con Xfce
Squeeze se integra al gestor de archivos de Xfce: Thunar mediante el plugin: thunar-archive-plugin. Para la versión 0.3 Squeeze incluirá importantes mejoras, como son:
Añadir un diálogo de configuración (para reducir el tamaño ventana principal), Acciones personalizadas para los archivos, Mejor soporte para Contraseñas, Mejorar la interfaz de usuario, Mejor soporte para el formato 7zip.

## Enlaces
Squeeze Sitio web oficial
- Datos: Q6133511